# Mistrovství světa v cyklokrosu 1973
24. mistrovství světa v cyklokrosu se konalo 25. února 1973 v Londýně ve Velké Británii. Mistrovství bylo rozděleno na dvě kategorie - muž (profesionálové, elite) a amatéři.

## Muži
V cíli bylo klasifikováno 18 závodníků. Trať měřila 24,3 km.
| Poř.             | Jméno              | Čas          |
| Zlatá medaile    | Eric De Vlaeminck  | 59 min 29 s  |
| Stříbrná medaile | André Wilhelm      |              |
| Bronzová medaile | Rolf Wolfshohl     |              |
| 4                | Albert Van Damme   | + 38 s       |
| 5                | Michel Baele       | + 2 min 37 s |
| 6                | Peter Frischknecht |              |

## Amatéři
V cíli bylo klasifikováno 50 závodníků. Trať měřila 21,230 km.
| Poř.             | Jméno               | Čas          |
| Zlatá medaile    | Klaus-Peter Thaler  | 54 min 04 s  |
| Stříbrná medaile | Robert Vermeire     |              |
| Bronzová medaile | Ekkehard Teichreber | + 22 s       |
| 4                | Norbert Dedeckere   | + 32 s       |
| 5                | Albert Zweifel      | + 43 s       |
| 6                | Miloš Fišera        | + 1 min 08 s |
| ...              |                     |              |
| 21               | Jiří Murdych        |              |
| 22               | Vojtěch Červínek    |              |
| 35               | Jiří Kvapil         |              |